# 오폴레주

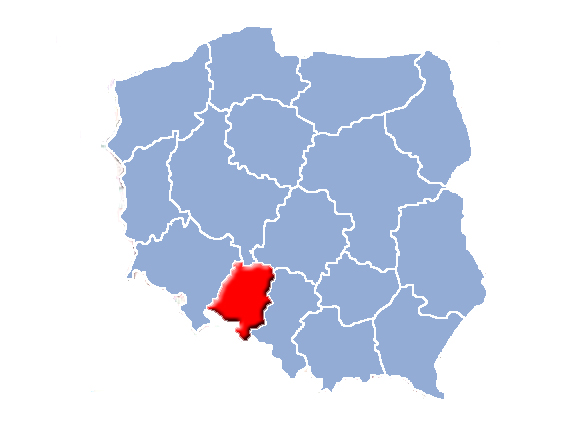
오폴레주의 위치

오폴레주(폴란드어: Województwo opolskie)는 폴란드 남서부에 위치한 주로, 주도는 오폴레이며 면적은 9,412.5km2, 인구는 1,044,346명(2006년 기준, 도시 인구: 549,334명, 농촌 인구: 495,012명), 인구 밀도는 110명/km2이다.
1개 도시군과 11개 농촌군, 71개 그미나(지방 자치체)를 관할한다. 서쪽으로는 돌니실롱스크주, 북쪽으로는 비엘코폴스카주와 우치주, 동쪽으로는 실롱스크주와 접하며 남쪽으로는 체코와 국경을 접한다. 다른 지역에 비해 비교적 큰 독일계 폴란드인 디아스포라가 여전히 존재한다.

주기
주 문장
주 로고

## 행정 구역

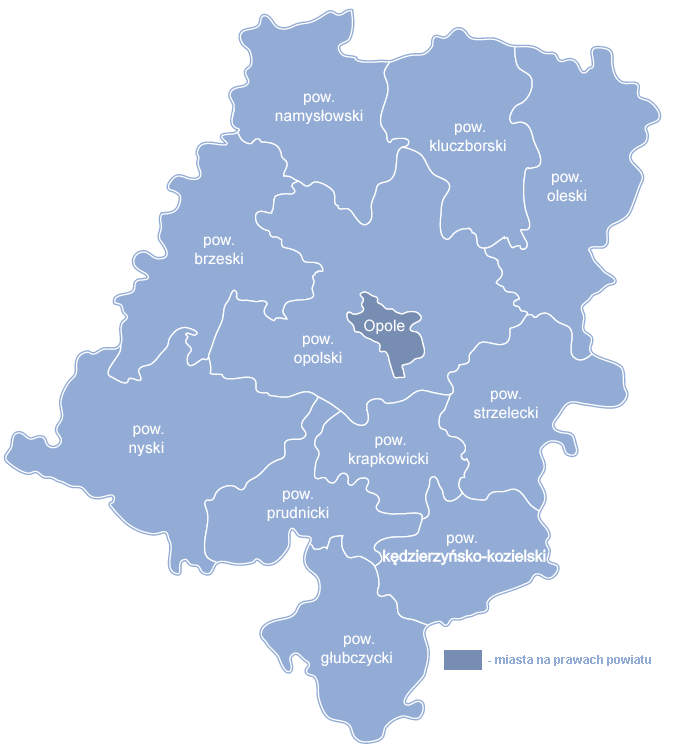
오폴레주의 행정 구역

### 도시군
- 오폴레 (주도)

### 농촌군
- 브제크군
- 그우프치체군
- 켕지에진코질레군
- 클루치보르크군
- 크랍코비체군
- 나미수프군
- 니사군
- 올레스노군
- 오폴레군
- 프루드니크군
- 스트셸체군

## 같이 보기
- 실레시아